# 420 Bertholda
420 Bertholda eller 1896 CY är en asteroid i huvudbältet, som upptäcktes 7 september 1896 av den tyske astronomen Max Wolf. Den är uppkallad efter Berthold I av Baden.
Asteroiden har en diameter på ungefär 138 kilometer och den tillhör asteroidgruppen Cybele.